# Iréna Flury
Iréna Flury (* 9. März 1984 in Wien) ist eine Schauspielerin, die neben der österreichischen auch die Schweizer Staatsbürgerschaft besitzt.

## Leben
Iréna Flury ist die Tochter des Flötisten Dieter Flury. Von 2003 bis 2007 besuchte sie das Wiener Konservatorium und schloss mit Diplom ab.  
Sie wirkte in einigen bekannten Filmen, Serien (Der Winzerkönig) und Theaterstücken im Wiener Metropol mit. Sie war in der Rolle als Verena Huber in der österreichischen Daily Soap Mitten im 8en zu sehen, welche jedoch floppte und bald darauf eingestellt wurde. Es folgten Engagements am Wiener Theater der Jugend, dem TAG Theater und verschiedenen Sommerbühnen, sowie zuletzt in der Uraufführung des Musical Die Schweizermacher in Zürich. 2012 war Flury am Renaissancetheater Wien als Gerda in Die Schneekönigin (Regie: Thomas Birkmeir) zu sehen, sowie im Schweizer Kinofilm Eine wen iig – Dr Dällebach Kari unter der Regie von Xavier Koller. Ab 2016 spielte sie die Werbefigur als „Hausverstand“ für die Supermarktkette Billa. Seit der Uraufführung des Rainhard-Fendrich-Musicals I Am from Austria im September 2017 am Wiener Raimundtheater spielte sie die weibliche Hauptrolle der Emma Carter. 2022 übernahm sie bei den Bad Hersfelder Festspielen die Rolle der Lotte im Musical Goethe!.

## Nominierungen
- 2014: Nominierung für den Nestroy-Theaterpreis in der Kategorie Bester Nachwuchs als Juana in Don Gil von den grünen Hosen am Theater der Jugend

## Filmografie (Auswahl)
- 2006: Der Winzerkönig – Kuppelei
- 2007: Mitten im 8en
- 2007: Rosamunde Pilcher – Wind über der See
- 2007: SOKO Donau – Tödlicher Irrtum
- 2008: Der schwarze Löwe
- 2009: Mein Flaschengeist und ich
- 2010: Molly & Mops: Das Leben ist kein Guglhupf
- 2011: SOKO Kitzbühel  – Mordsgewinn
- 2012: Eine wen iig, dr Dällebach Kari
- 2012: SOKO Donau – Zimmer 312
- 2014: Hart an der Grenze
- 2014: Die Detektive
- 2015: Centaurus
- 2015: SOKO Kitzbühel – Ball des Anstosses
- 2017: Das Testament (Ha’edut)